# Michael Omoh
Michael Junior Omoh (Warri, 29 agosto 1991) è un calciatore nigeriano con cittadinanza svedese, centrocampista o attaccante svincolato.

## Carriera
Omoh ha iniziato a giocare nel Mowoe Babes della natia città di Warri, nella Nigeria meridionale. Nel 2008 è passato al Gateway United, dove però è rimasto solo per pochi mesi poiché non stava ricevendo lo stipendio, tornando di fatto a casa.
Nel marzo 2011 il suo agente con sede a Londra è stato contattato dal Dalkurd, squadra della terza serie svedese che era alla ricerca di un centrocampista difensivo. Omoh ha giocato una partita amichevole, e il giorno dopo ha firmato un contratto. A fine stagione ha sottoscritto un rinnovo biennale, seguito da un ulteriore rinnovo fino al 2015. Nel 2014 ha avuto una stagione particolarmente prolofica a livello personale, con 11 gol segnati.
Omoh aveva però una clausola che gli permetteva di svincolarsi qualora il Dalkurd non avesse ottenuto la promozione in Superettan. A partire dalla stagione 2015 è diventato così un giocatore dell'Östersund, seguendo lo stesso percorso fatto negli anni precedenti da Brwa Nouri, Ammar Ahmed e Rasmus Lindkvist, tutti ex giocatori del Dalkurd poi passati alla formazione rossonera. Con i suoi 6 gol e 10 assist, ha contribuito alla prima promozione in Allsvenskan nella storia del club.
Il giocatore nigeriano ha iniziato con l'Östersund anche la stagione 2016 ma, anche a causa di un minutaggio più ristretto, è stato ceduto alla riapertura del mercato estivo.
Il 15 luglio 2016 infatti è stato acquistato dall'Örebro, altra squadra militante in Allsvenskan, con un contratto valido fino al termine della stagione 2019. Ha giocato prevalentemente titolare nelle prime due stagioni e mezzo, poi nella prima parte dell'Allsvenskan 2019 ha trovato meno spazio, partendo spesso dalla panchina. Nel luglio 2019 – a pochi mesi dalla scadenza contrattuale – è stato girato fino al termine della stagione al Mjällby, squadra della seconda serie che in quel momento lottava per la promozione, poi effettivamente raggiunta a fine anno.
Nel gennaio 2020 ha firmato, da svincolato, un contratto con i rumeni del Politehnica Iași.
Nell'agosto del 2020 si è trasferito in Israele all'Hapoel Kfar Saba, con cui ha giocato fino al successivo mese di gennaio, quando è rimasto nel paese mediorentale passando però al Maccabi Ahi Nazaret nella seconda serie nazionale.
È poi tornato a giocare in Romania nel luglio del 2021, ingaggiato dall'Academica Clinceni in Liga I.